# Hessisch Oldendorf
Hessisch Oldendorf è una città di 19.312 abitanti della Bassa Sassonia, in Germania.
Appartiene al circondario (Landkreis) di Hameln-Pyrmont (targa HM).

## Geografia antropica

### Suddivisioni amministrative
Hessisch Oldendorf è suddiviso in otto distretti (Ortschaft) che comprendono 24 frazioni (Ortsteil):
- Hessisch Oldendorf (centro cittadino);
- Großenwieden – Großenwieden e Kleinenwieden;
- Rohdental – Rohden, Segelhorst e Welsede;
- Hohenstein – Barksen, Krückeberg, Langenfeld, Wickbolsen e Zersen;
- Süntel – Bensen, Haddessen, Höfingen e Pötzen;
- Fischbeck – Fischbeck e Weibeck;
- Sonnental – Friedrichsburg, Friedrichshagen, Fuhlen, Heßlingen e Rumbeck;
- Hemeringen/Lachem – Hemeringen e Lachem.